# 関市立小金田小学校
関市立小金田小学校 （せきしりつ こがねだしょうがっこう）は、かつて岐阜県関市に存在した公立小学校。

## 概要
- 校区は小屋名・上白金・下白金・山田であり、旧・武儀郡小金田村の小学校であった。1963年、千疋小学校、保戸島小学校と統合し、金竜小学校の新設により廃校。
- 校舎は1964年まで金竜小学校小金田教室として使用された。跡地は小金田中学校の敷地の一部となっている。

## 沿革
- 1873年（明治6年） -
  - 日新舎が開校。下金田村、山田村の児童が通学する。
  - 赤報義校が開校。金福寺[注釈 2]を仮校舎とし、上白金村の児童が通学する。
  - 魚簗学校が開校。校舎は春日神社[注釈 3]の南東に校舎を新築。小屋名村の児童が通学する。
- 1875年（明治8年） - 日新舎から山田村が離脱し、独自に山田学校を開校する。
- 1878年（明治11年） - 下金田村の一部（保明組）が日新舎から進得舎に移る。
- 1879年（明治12年） - 日新舎と赤報義校が統合され、白銀学校となる。校舎は上白金村字車戸前に新築し、上金田村と下金田村の児童が通学する。
- 1882年（明治15年） - 白銀学校が山田学校を統合する。
- 1885年（明治18年） - 魚簗学校と白銀学校が統合され、弘道学校となる。校舎は小屋名村字西屋敷に新築されたが、一部は旧・白銀学校の校舎を移築する。
- 1886年（明治19年） - 下金田村の一部（保明組）が保戸島学校から弘道学校に移る。
- 1889年（明治22年）7月1日 - 武儀郡小屋名村、上白金村、下白金村、山田村が合併し、小金田村が発足。同時に小金田尋常小学校に改称する。
- 1895年（明治28年） - 小金田尋常高等小学校に改称する。校舎を改築。
- 1897年（明治30年）4月1日 - 小金田村の一部（保明組）が分離し、山県郡戸田村、側島村、稲葉郡芥見村字島崎と合併し、山県郡保戸島村が発足。保明組の児童は保戸島尋常小学校に移る。
- 1901年（明治34年） - 校舎を増築。
- 1912年（明治45年）4月 - 農業補習学校を併設。
- 1923年（大正12年） - 校舎を新築。
- 1931年（昭和6年） - 校舎を増築。
- 1941年（昭和16年）4月1日 - 小金田国民学校に改称する。
- 1947年（昭和22年）4月1日 - 小金田村立小金田小学校に改称する。隣接地に小金田中学校が開校する。
- 1955年（昭和30年）1月10日 - 小金田村が関市に編入される。同時に関市立小金田小学校に改称する。
- 1963年（昭和38年）3月 - 千疋小学校、保戸島小学校と統合し、金竜小学校の新設により廃校。校舎は金竜小学校小金田教室となる。
- 1964年（昭和39年）3月 - 小金田教室を廃止。